# قدمگاه امام رضا (بهبهان)
قدمگاه امام رضا یک روستا در ایران است که در شهرستان بهبهان واقع شده‌است. قدمگاه امام رضا ۶۱ نفر جمعیت دارد.